# 赤城宗徳
赤城 宗徳（赤城 宗德、あかぎ むねのり、1904年〈明治37年〉12月2日 - 1993年〈平成5年〉11月11日）は、日本の政治家、教育者、剣道範士。位階は正三位、勲等は勲一等。
農林大臣（第25・32-34・42代）、防衛庁長官（第11代）、内閣官房長官（第19代）、衆議院議員（15期）、茨城県会議員、茨城県上野村長、自由民主党政務調査会長（第13代）、同総務会長（第8代）、同副幹事長、同茨城県支部連合会会長などを歴任。
弟はNHK専務理事を務めた赤城正武、孫は農林水産大臣や衆議院議員を務めた赤城徳彦。

## 来歴・人物
茨城県真壁郡上野村（後の明野町、現在は筑西市）の代々名主を務めた家に生まれる。若くして父康助を失い、母むめと祖父喜八郎に育てられる。
旧制下妻中学校卒業。旧制水戸高等学校を経て、1927年に東京帝国大学法学部法律学科を卒業。地元の上野村長を経て、1937年衆議院議員総選挙に立候補し初当選する。しかし、その翌年選挙費用の超過により、裁判で「当選無効」となり、衆議院議員を失職する。1942年の翼賛選挙で翼賛政治体制協議会の推薦を受け再選する。当選後、岸信介率いる護国同志会、その後は日本協同党に所属して活動するが、戦後、公職追放を受ける。その最中に行われた1947年の第1回統一地方選挙では妻のヒサが上野村長に当選し、全国で3人生まれた女性首長の一人となった。
1952年、追放解除後の第25回衆議院議員総選挙に自由党公認で立候補し当選、政界に復帰する。政界に復帰後は吉田茂政権打倒に動き、1954年自由党を離党し鳩山一郎を総裁とする日本民主党に参加した。その後、1955年、保守合同にともない自由民主党に参加、岸派に属した。
1957年、第1次岸内閣の農林大臣として初入閣する。農相に就任した赤城を待ち受けていたのが日ソ漁業交渉であり、赤城は、イシコフ・ソ連漁業大臣との間に「100日漁業交渉」と呼ばれる激烈な交渉を繰り広げた。この漁業交渉がきっかけとなって、後年赤城は日ソ親善協会会長を務める。第2次岸内閣で内閣官房長官、そして、日米安保条約改定をめぐる政局では、1959年第2次岸改造内閣にて主務大臣である防衛庁長官に就任する。1960年、安保闘争に際して反対する数万人規模のデモが連日国会を囲む中、首相岸信介に自衛隊の治安出動を打診されるが、“自衛隊が国民の敵になりかねない”と反対したことで知られる。
1962年、岸が派閥を福田赳夫に譲る言動を取るとそれに猛反発し、川島正次郎、椎名悦三郎らと川島派を結成し岸と決別。川島派を継いだ椎名派が解散した後は三木→河本派に加わった。総務会長時には将来総理となる官房長官大平正芳に「法案の閣議決定の前に総務会にご連絡願いたい」という書簡を送り現状の自民党のシステムを作った。1964年6月、下館市民会館建設費として10万円寄付により1966年2月12日紺綬褒章受章。1971年、第3次佐藤改造内閣でも農林大臣を務める。
1975年4月の春の叙勲で勲八等から勲一等に叙され、旭日大綬章を受章する。1976年の総選挙で落選するが、1979年に国政復帰。1990年に政界から引退し、地盤を（当時農林水産省の官僚だった）孫の徳彦に譲る。
霞ヶ浦高等学校の校長を1956年から1990年まで務めた。1956年から1967年までは学校法人霞ヶ浦高等学校の理事長も兼務した。
1993年11月11日、死去した。88歳没。同月26日、特旨を以て位記を追賜され、死没日付をもって正三位に叙され、銀杯一組を賜った。
平将門の研究でも知られ、多くの著作がある。

## エピソード
赤城の所属した川島派では、内閣改造に際しての大臣候補として荒舩清十郎を首相に推薦したものの、首相から反対を受け当時総務会長であった赤城が就任することとなった。そして、この経緯を知る赤城は内閣改造後の派閥の乾杯の際に思わず「すみません」と頭をさげたが、「すみませんということがあるものか。めでたいよ。こんどは赤城さんにがんばってもらって、オレたちを早く押し出してもらうさ」と全く意に介さない様子で真っ先に盃を上げた。この一連の流れを受け、川島はホッと救われた表情をしたという。

## 著書
- 『その後』鳥羽書房、1938年。NDLJP:1080450。
- 南方圏を視る （長谷長次共著 新日本同志会 1941年）
- パプアの農業建設 ニューギニア開発の方針 （南方建設中央研究所 1943年）
- 『苦悩する農村 農業問題管見』万有社、1953年。NDLJP:2502850。
- わが百姓の記 （平凡社 1958年）
- 『ラテン・アメリカの旅より』全国拓植農業協同組合連合会、1958年。NDLJP:2986334。
- 平将門 （産業経済新聞社 1960年、角川選書 1970年）
- 将門記 真福寺本評釈 （サンケイ新聞出版局 1964年）
- ふるさとの心 （共同通信社開発局, 1966年）
- 記者席からみた国会十年の側面史 安保から安保まで （鈴木孝信共編 サンケイ新聞社出版局 1969年）
- あの日その時 （文化総合出版 1971年）
- 将門地誌 （毎日新聞社 1972年）
- 今だからいう （文化総合出版 1973年）
- 初心生涯 （文化総合出版 1975年）
- 赤城宗徳と平将門 （楡の木会 1976年6月）
- 『素顔のソ連邦』徳間書店、1980年12月。NDLJP:11926983。
- 『日ソ関係を考える 激動の大正・昭和を生きて』新時代社、1982年4月。NDLJP:11926841。
- 私の平将門 （崙書房 1983年11月）
- わが百姓の記 日本の農業と農村を想う（筑波書林、1985年）、小冊子

## 系譜
- 赤城氏

```
　　　　　　　　　　　　　　　　　　　　　　　　
　　　　　　　　　　　　　　　中曽根康弘　　
　　　　　　　　　　　　　　　　　　┃　　　
　　　　　　　　　　　　　　　　　　┣━━━┳美智子
　　　　　　　　　　　　　　　　　　┃　　　┃
　　　　　　　　　小林儀一郎━━━蔦子　　　┃　　
　　　　　　　　　　　　　　　　　　　　　　┗美恵子　
　　　　　　　　　　　　　　　　　┏渥美昭夫　　┃
　　　　　　　　　　　　　　　　　┃　　　　　　┃
　　　　　　　　　　渥美育郎━━━╋渥美謙二　　┃
　　　　　　　　　　　　　　　　　┃　　　　　　┃
　　　　　　　　　　　　　　　　　┗渥美健夫　　┃
　　　　　　　　　　　　　　　　　　　┃　　┏渥美直紀
　　　　　　　　　　　　　　　　　　　┣━━┫
　　　　　　　　　　　　　　　　　　　┃　　┗渥美雅也
　　　　　　　　　　　　　　　　　　　　　┏伊都子
　　　　　　　　　　　　　　　　　　　　　┃
　　　　　　　　　　      鹿島守之助　  ┃石川六郎
　　　　　　　　　　　　　     ┃　　　　┃　┃
　　　　　　　　　　　　　     ┃　　　　┣よし子
　　　　　　　　  鹿島精一　　 ┣━━━━┫
　　　　　　         ┃　　　 ┃　　　　┃平泉渉
　　　　　　         ┃　　　 ┃　　　　┃　┃
　　　　　　         ┣━━━卯女　　　 ┣三枝子
　　　　　　         ┃　　　　　　　　 ┃
　　　　　　         ┃　　　　　　　　 ┃
        鹿島岩蔵━━いと　　　　　　　　┗鹿島昭一
　　　　　　　　　　　　　　　　　　　　　　　　　┃
　　　　　　　　　　　　　　　　　　　　　　　　　┃
　　　　　　　　　　　　　　　　　　　　　　　┏公子
　　　　　　　　　梁瀬長太郎━梁瀬次郎━━━━┫
　　　　　　　　　　　　　　　　　　　　　　　┗弘子
　　　　　　　　　　　　　　　　　　　　　　　　┃
　　　　　　　　　　　　　　　　　　　　　　　　┃
　　　　　　　　　　　　　　　　　┏━━━━稲山孝英
　　　　稲山伝太郎━稲山嘉寛━━━┫
　　　　　　　　　　　　　　　　　┗━━━━稲山繁孝
　　　　　　　　　　　　　　　　　　　　　　　　┃
赤城喜八郎━━赤城康助　　　　　　　　　　　　　┃
　　　　　　 　　　 ┃　 　 ┏━━赤城正武━━博子
　　　　　　　　　  ┣━━━┫
　　　　　 　　　　 ┃　 　 ┗━━赤城宗徳
　　　　　　　　　　むめ　　　　　　　 ┃
　　　　　　　　　　　　　　　　　　　 　┣━━━━━━赤城毅彦━━━赤城徳彦　　　　　　　　　　 
　　　　　　　　　　　　　　　　　　　 　┃
　　　　　　　　　　　　　　　　　　　　ヒサ

```